# Societas Bipontina

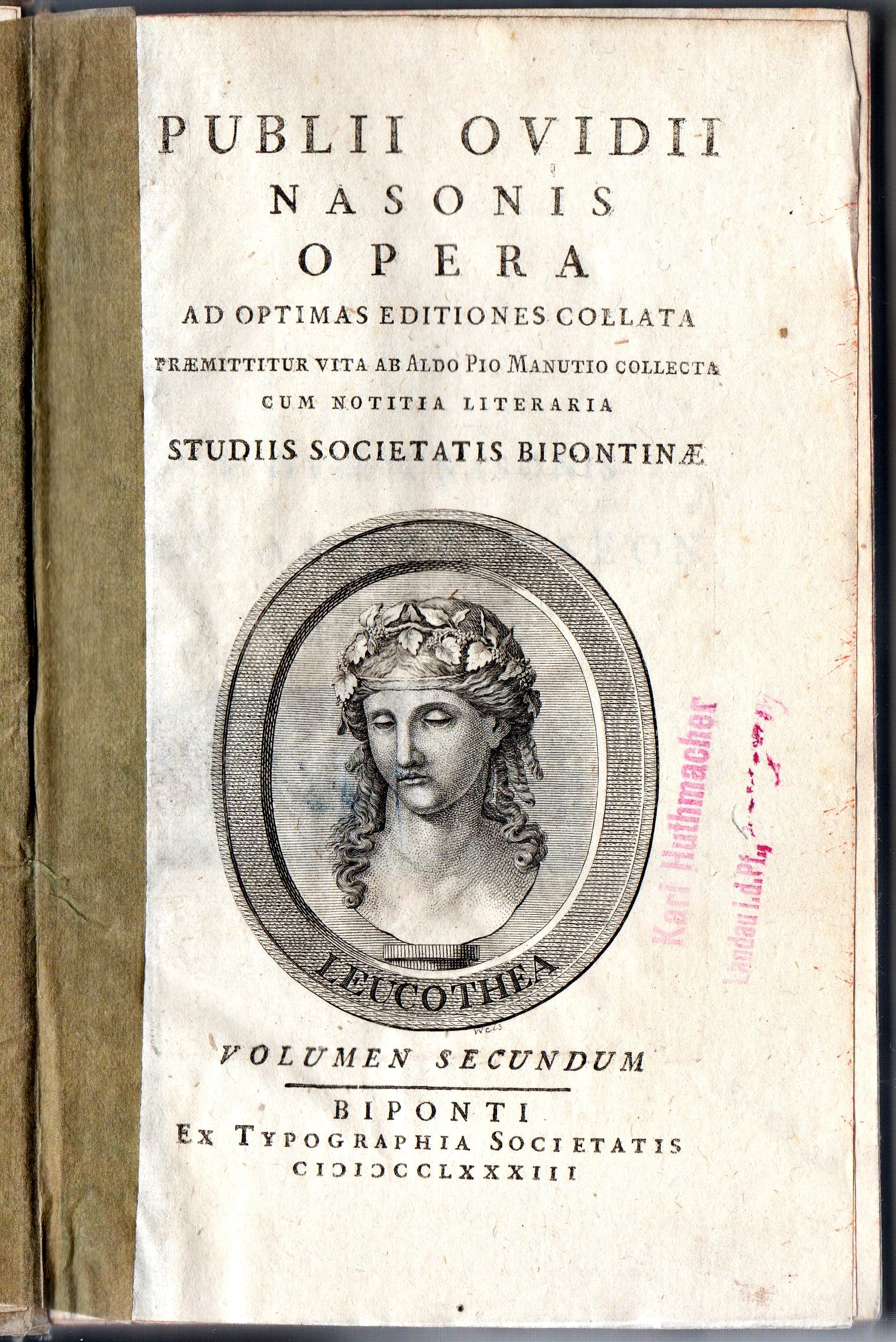
Titelblatt einer Societas Bipontina Ausgabe der Werke von Ovid (1783), mit Stich der Leukothea, von Johann Martin Weis

Die Societas Bipontina war ein 1778 in Zweibrücken (lat. Bipontum) gegründeter und bis 1794 in Zweibrücken, danach bis 1811 in Straßburg (lat. Argentoratum) tätiger Verlag für Werke antiker griechischer und lateinischer Autoren.
Gründer waren die am Zweibrücker Gymnasium tätigen Altphilologen Friedrich Christian Exter (* 1746 Kapellen-Drusweiler; † 1817 Mannheim) und
Johann Valentin Embser (* 1749 Wörth an der Sauer-Bruchmühle; † 1783 Zweibrücken). Als Mitarbeiter gewannen sie Embsers Schwiegervater Georg Christian Crollius (* 1728 Zweibrücken; † 1790 ebenda), einen Historiker von hervorragendem Ruf.
Die Auslieferung erfolgte über ein Subskriptionsangebot des Verlags, der sich verpflichtete, den Subskribenten monatlich einen Band zu 368 Seiten gegen Vorauszahlung von sieben Batzen zu liefern. Fehlende oder hinzukommende Bögen sollten ab- bzw. zugerechnet werden. Im Jahr 1783 betrug die Zahl der Subskribenten 889, die Anzahl der subskribierten Exemplare etwa 1350. Zwischen 1779 und 1811 ließ die Societas Bipontina insgesamt 215 Bände im (Groß-)Oktavformat als Serie in gleicher Aufmachung mit gut lesbarer Schrift und fehlerfreiem Satz erscheinen (sog. Editiones Bipontinae). Davon entfielen 152 auf klassische lateinische und 63 auf klassische griechische Autoren. Als Kupferstecher der Titelvignetten zeichnen Egid Verhelst (der Jüngere) und Johann Martin Weis der Jüngere (1738–1807).
Seit 1780 arbeitete der Verlag mit einer eigenen Druckerei in Zweibrücken, der Typographia Societatis Bipontinae, in der eine Schrift des einflussreichen Pariser Typografen Pierre Simon Fournier verwendet wurde. Unterbrochen wurde die Buchproduktion in den Jahren 1795 bis 1797, nachdem Zweibrücken 1793 von der französischen Revolutionsarmee besetzt und die Druckerei der Societas Bipontina geplündert worden war. Ab 1798 ließ Exter den Verlag in Straßburg wiederaufleben. Mit dem Rückzug von Friedrich Christian Exter ins Privatleben im Jahr 1811 endete die mehr als 30 Jahre währende Verlagstätigkeit der Societas Bipontina.

## Zielsetzung und Bedeutung
Der Anspruch der Societas Bipontina war, aus vorhandenen und anerkannten Ausgaben antiker Klassiker eine Textfassung zusammenzustellen, die den besten verfügbaren Vorlagen entsprach und möglichst fehlerfrei war. Dementsprechend enthielten viele Ausgaben den Zusatz Ad optimas editiones collata (Aus den besten Ausgaben zusammengetragen) und Editio accurata (Genaue Ausgabe). Tatsächlich wurde das Ziel einer kritischen philologischen Überarbeitung nur in den Anfängen einigermaßen konsequent verfolgt. Ab 1781 überwogen reine Nachdrucke etablierter älterer Ausgaben.
Damit bot die Mehrzahl der Bipontiner Drucke zwar keine philologisch eigenständigen Ausgaben antiker Autoren. Der hohe Grad an Zuverlässigkeit und die breite Verfügbarkeit der Bipontiner Ausgaben machten sie dennoch für Schüler, Studenten und Altphilologen bis weit in das 19. Jahrhundert hinein zu einem begehrten Arbeitsmittel.
Eine umfassende Sammlung der Editiones Bipontinae wird in der Zweibrücker Bibliotheca Bipontina aufbewahrt.
Unter Liebhabern und Sammlern alter Bücher (Bibliophilie) werden die Klassikerausgaben der Societas Bipontina bis heute geschätzt. Hierzu trägt nicht zuletzt die besondere Qualität des Druckbilds, des Papiers und des Einbands bei.